# Psychotherapie

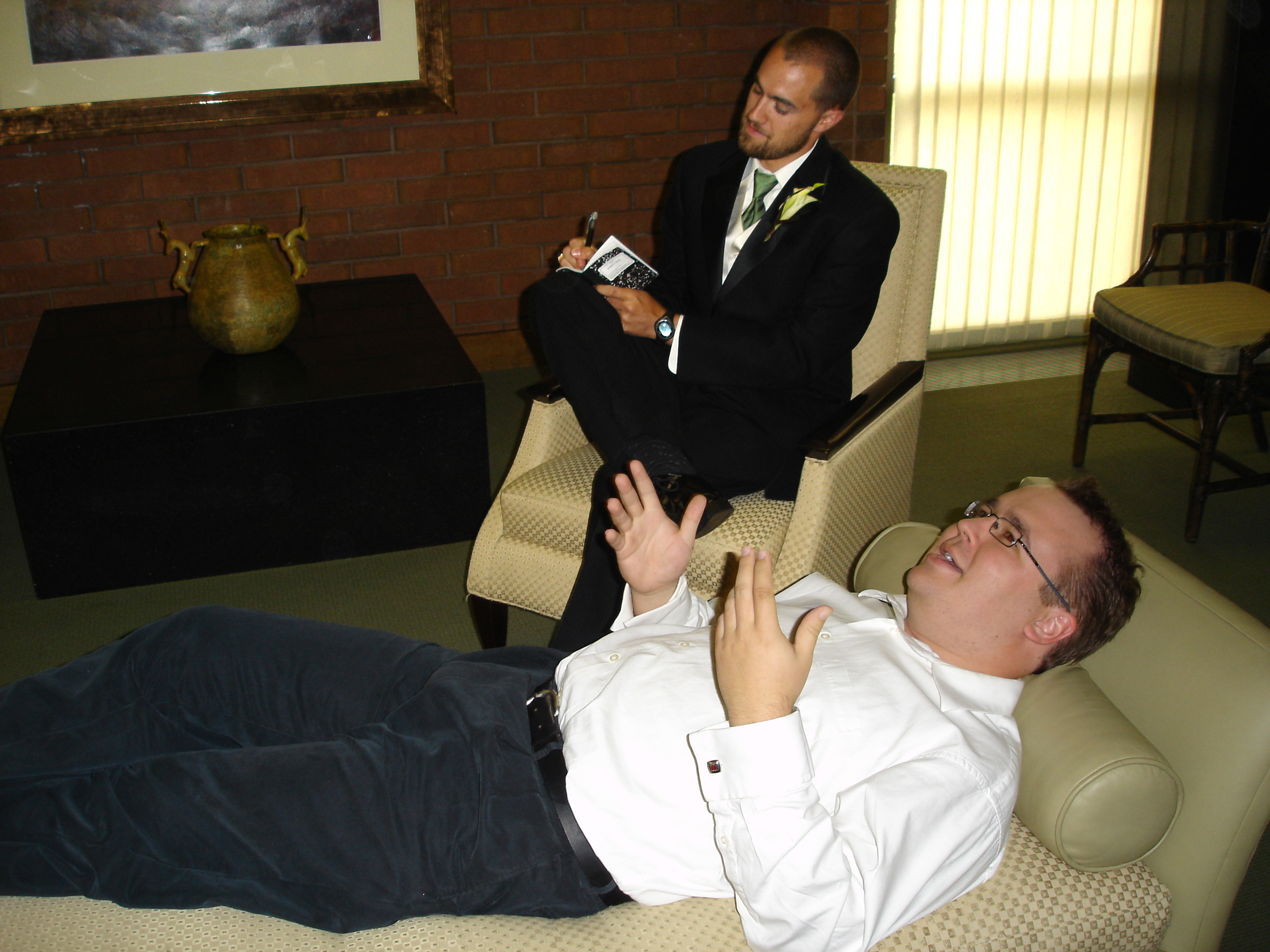
Een cliënt, liggende op een divan, vertelt zijn verhaal tijdens een sessie

Psychotherapie is een vorm van behandeling door een psychotherapeut. Psychotherapie houdt zich bezig met psychosociale problematieken en psychiatrische stoornissen. Zowel individuen, paren als groepen (zoals gezinnen) kunnen zich laten behandelen. De behandeling bestaat uit sessies met een psychotherapeut waarin de dialoog met de therapeut vaak het belangrijkste onderdeel is.
Het klassieke beeld van een cliënt die liggende op een divan zijn of haar verhaal vertelt aan de psychotherapeut of psycholoog is vooral te danken aan Sigmund Freud. Freuds psychoanalytische bank was een divan met een zwaar Perzisch tapijt en kussens die aan hem was geschonken door een cliënt. In Nederland zit de cliënt meestal op een stoel, maar als de cliënt meer op zijn of haar gemak is in een liggende positie dan kan dat (afhankelijk van de behandelaar) ook een mogelijkheid zijn.

## Psychotherapeuten
Psychotherapeuten zijn hulpverleners die een gespecialiseerde psychotherapieopleiding hebben gevolgd. In Nederland is de titel psychotherapeut beschermd en mag alleen gevoerd worden indien men door de overheid als zodanig erkend wordt. Hun psychotherapeutische kennis is breed van aard en zij kunnen daarom gericht kiezen uit verschillende therapeutische methodieken (of combinaties van therapeutische technieken toepassen). Psychotherapeuten zijn in Nederland ingeschreven in het BIG-register. In België is de titel niet beschermd.
Daarnaast bestaan er therapeuten die één specifieke psychotherapie toepassen. Denk bijvoorbeeld aan systeemtherapeuten, cognitief therapeuten, rogeriaanse (cliëntgerichte) therapeuten en Gestalttherapeuten.

## Doelstellingen
De therapie richt zich op
- het herkennen en erkennen van problemen en hun gevolgen
- het herkennen van automatische (gedachte-)processen in het dagelijkse doen en laten
- het oplossen of hanteren van problemen en gedachten
- het vinden van antwoorden op vragen
- het benutten van ongebruikte mogelijkheden
- het ontwikkelen van inzichten uit het verleden en/of heden
- het ontwikkelen van kennis en vaardigheden
- het ontwikkelen van eigen redzaamheid (empowering)

Psychotherapie is curatief ingesteld. Simpel gezegd is er sprake van een probleem en is het doel van psychotherapie het probleem dragelijk/leefbaar te maken, en indien mogelijk op te lossen. Psychotherapie streeft er hierbij naar om emotie en verstand in de cliënt met elkaar in evenwicht te brengen.

## Scholen
Binnen de psychotherapie bestaan er verschillende scholen. Een dergelijke school bepaalt:
- het denkkader van waaruit de therapie plaatsheeft
- de methodieken die tijdens de therapie worden toegepast
- aan welke voorwaarden de therapeut moet voldoen

Deze scholen vinden hun weerslag in verschillende therapeutische beroepsverenigingen. Een belangrijke Europese organisatie die het beroep van psychotherapeut tracht te reguleren is de EAP (European Association of Psychotherapy).

## Vormen van psychotherapie
De volgende vormen van psychotherapie zijn bekend:

### Psychodynamische therapieën
- Psychoanalyse
- Jungiaanse psychoanalyse
- Kortdurende analytische therapie
- ISTDP (intensive short-term dynamic psychotherapy)

### Cliëntgerichte therapieën
- Rogeriaanse therapie of cliëntgerichte psychotherapie
- Gestalttherapie
- Transactionele analyse
- Existentiële psychotherapie
- Emotionally-focused therapie
- Focusing-oriend therapie

### Gedragstherapieën
- Gedragstherapie
- Cognitieve therapie
- Cognitieve gedragstherapie
- Rationeel-emotieve therapie ofwel RET
- Dialectische gedragstherapie
- Acceptance and commitment therapy (ACT)
- Schrijftherapie

### Systeemtherapieën
- Systeemtherapie
- Contextuele therapie
- Oplossingsgerichte therapie

### Integratieve therapieën
- Schematherapie
- Mentalisatie bevorderende therapie (MBT)

### Alternatieve therapieën
- Familieopstellingen (hoewel dit aanleunt bij de systeemtherapieën)
- Hypnotherapie (kan ook gebruikt worden binnen een gedragstherapie, systeemtherapie of psychodynamische therapie)
- EMDR (Eye movement desentisation en reprocessing), een methode vooral aangewezen bij traumaverwerking
- Past Reality Integration, gaat ervan uit dat oude weggestopte pijn opnieuw moet worden gevoeld en verwerkt
- Regressietherapie
- Neuro-linguïstisch programmeren, een therapiemethode ontstaan uit het onderzoek naar enkele zeer succesvolle therapeuten
- Counseling, in grondslag gebaseerd op de cliëntgerichte psychotherapie; houdt zich bezig met 'lichte' psycho-sociale problemen waarbij er geen sprake is van een psychiatrische aandoening (wordt feitelijk geen psychotherapie genoemd)
- Integratieve therapie
- Integratieve kindertherapie
- Rebirthing, een ademhalingsmethode die gebruikt wordt om in contact te komen met onderbewust verdrongen materiaal.
- Lichaamsgerichte psychotherapie, gebruikt het lichaam om oude frustraties die onder het bewustzijnsniveau liggen te verwerken.
- Primaltherapie, is een ervarings- en lichaamsgerichte therapie die het mogelijk maakt onderdrukte kinderangsten en emoties alsnog te verwerken.
- Holotropic therapy, is een vorm van therapie die geboorteherinneringen gebruikt om persoonlijke grenzen te overstijgen.
- Interactionele vormgeving (I.V.), is een nieuwe vorm van psychotherapie waarbij, vertrekkend vanuit een integratieve en eclectische visie, verschillende therapeutische stromingen in interactie worden gebracht tot een nieuw model.

## Erkende scholen
De Nederlandse overheid (het Ministerie van Volksgezondheid, Welzijn en Sport) erkent de volgende scholen van psychotherapie:
- Psychodynamische therapieën (zie hierboven)
- Gedragstherapie
- Cognitieve therapie
- Systeemtherapie
- Rogeriaanse of cliëntgerichte therapie

## België
In België is er géén wettelijke erkenning voor de titel van psychotherapeut en zijn er nog geen wettelijk erkende opleidingen voor specifieke psychotherapie-vormen of -stromingen. Psychotherapie wordt er vooral bedreven door een universitair gevormd psycholoog of psychiater, alsook door een maatschappelijk werker waarvan de titels wel wettelijk beschermd zijn.

## Effectiviteit van psychotherapie
Over de effectiviteit van verschillende vormen van psychotherapie lopen de meningen uiteen. Het oordeel van onderzoekers over de effectiviteit is vaak afhankelijk van de betrokkenheid van de onderzoeker met de psychotherapie. Hoewel effectiviteit voor velen vaststaat zijn er ook altijd critici geweest die dit bestrijden 
Een goed toegankelijk artikel hierover staat in Psychologie Magazine: 'De zin en onzin van psychotherapie' (2020, bijgewerkt in 2022).

### Verschillen tussen therapievormen
Uit veel onderzoeken is gebleken dat het vaak niet zoveel uitmaakt welke therapievorm men kiest zolang de therapie maar toegesneden is op het probleem . Tegen een fobie of neurose kunnen vaak verschillende vormen van gedragstherapie of cognitieve therapie ingezet worden. Ze zijn meestal even effectief of nutteloos (niet de alternatieve therapieën). 
Bovendien is de effectiviteit vooral afhankelijk van de aard van de werkrelatie tussen therapeut en patiënt/cliënt. Daarbij speelt de persoonlijkheid van de therapeut een rol. Goede therapeuten zijn warm, empathisch, begripvol, ondersteunend, vertrouwenwekkend en hoopvol. Ze houden zich niet strikt aan hun handboek maar stemmen de behandeling af op de doelen en opvattingen van de cliënt. Tegelijkertijd kan het ook belangrijk zijn dat een therapeut enigszins afstand houdt tot de cliënt om problemen te voorkomen zoals identificatie (waarbij een cliënt bijvoorbeeld de therapeut als de gemiste vader/moeder gaat beschouwen) of afhankelijkheid van de therapeut (waarbij men niet meer zonder therapie kan).

### Misstanden
Berucht zijn de zogenaamde therapeutische technieken die in het verleden als "Sensitivity Training" of Leading Success People aan de man gebracht werden en tegenwoordig als Landmark Education aangeboden worden. In de jaren tachtig van de 20e eeuw ontstond er enige commotie rond Leading Success People (LSP). In een uitzending van 'ombudsman' van de VARA werd gesteld dat LSP een sekte zou zijn, mensen zou hersenspoelen en dat iemand na het volgen van de cursus in een psychiatrische inrichting moest worden opgenomen. In Nederland zette de Vereniging Leading Success People een kort geding in tegen de VARA. De VARA verloor dat omdat zij volgens de rechter onvoldoende zorgvuldig jegens LSP geweest was bij het formuleren van de beschuldigingen. De Hoge Raad bevestigde in 1984 deze uitspraak.